# Carica batterica
La carica batterica è il numero di batteri presenti per unità di volume.
La carica batterica può essere stimata contando le unità formanti colonia presenti sulla piastra di Petri, dove si è coltivato un volume noto del liquido da analizzare.